# Liste der Botschafter der Vereinigten Staaten in Haiti
Diese Liste umfasst die Botschafter der Vereinigten Staaten in Haiti. Sitz der Botschaft ist die Hauptstadt Port-au-Prince.

## Botschafter
| Name                      | Dienstbeginn | Dienstende | Anmerkungen |
| ------------------------- | ------------ | ---------- | --- |
| Benjamin F. Whidden       | 1862         | 1865       | |
| Henry E. Peck             | 1865         | 1867       | verstarb im Amt in Folge von Gelbfieber. |
| Gideon H. Hollister       | 1868         | 1869       | |
| Ebenezer D. Bassett       | 1869         | 1877       | |
| John Mercer Langston      | 1877         | 1885       | betreute ab 1874 von Port-au-Prince aus auch die Dominikanische Republik mit. |
| John E. W. Thompson       | 1885         | 1889       | |
| Frederick Douglass        | 1889         | 1891       | war ein ehemaliger Sklave und späterer Abolitionist und Schriftsteller. Er gilt als einflussreichster Afroamerikaner des 19. Jahrhunderts. |
| John S. Durham            | 1891         | 1893       | |
| Henry M. Smythe           | 1893         | 1897       | |
| William F. Powell         | 1897         | 1905       | |
| Henry W. Furniss          | 1905         | 1913       | |
| Madison Roswell Smith     | 1913         | 1914       | |
| Arthur Bailly-Blanchard   | 1914         | 1921       | |
| James C. Dunn             | 1922         | 1924       | in Haiti Chargé d'Affaires ad interim; später US-Botschafter in Italien, Frankreich, Spanien und Brasilien. |
| George R. Merrell, Jr.    | 1924         | 1926       | Chargé d'Affaires ad interim |
| Christian Gross           | 1926         | 1928       | Chargé d'Affaires ad interim |
| Stuart E. Grummon         | 1928         | 1930       | Chargé d'Affaires ad interim |
| Dana G. Munro             | 1930         | 1932       | |
| Norman Armour             | 1932         | 1935       | |
| George A. Gordon          | 1935         | 1937       | |
| Ferdinand L. Mayer        | 1937         | 1940       | sein Vater Karl (Charles) Mayer war deutscher Immigrant und ließ sich in Indianapolis nieder, wo er es durch Handel zu Wohlstand brachte. Ferdinand besuchte Internate in der Schweiz und in Massachusetts. Bevor er nach Haiti kam, war er Botschaftsrat in Berlin. Mayer beendete seine diplomatische Karriere an der US-Botschaft in Polen. |
| John Campbell White       | 1940         | 1944       | |
| Orme Wilson               | 1944         | 1946       | |
| Harold H. Tittmann, Jr.   | 1946         | 1948       | |
| William E. DeCourcy       | 1948         | 1950       | |
| Howard K. Travers         | 1951         | 1952       | |
| Roy Tasco Davis           | 1953         | 1957       | |
| Gerald A. Drew            | 1957         | 1960       | |
| Robert Newbegin           | 1960         | 1961       | |
| Raymond L. Thurston       | 1961         | 1963       | |
| Benson E.L. Timmons III   | 1963         | 1967       | |
| Claude G. Ross            | 1967         | 1969       | |
| Clinton E. Knox           | 1969         | 1973       | |
| Heyward Isham             | 1973         | 1977       | |
| William B. Jones          | 1977         | 1980       | |
| Henry L. Kimelman         | 1980         | 1981       | |
| Ernest H. Preeg           | 1981         | 1983       | |
| Clayton E. McManaway, Jr. | 1983         | 1986       | |
| Brunson McKinley          | 1986         | 1989       | |
| Alvin P. Adams, Jr.       | 1989         | 1992       | |
| Leslie M. Alexander       | 1992         | 1993       | Chargé d'Affaires ad interim |
| Vicki Huddleston          | 1993         | 1993       | Chargé d'Affaires ad interim |
| William Lacy Swing        | 1993         | 1998       | Swing hatte unter anderem an der Eberhard-Karls Universität Tübingen studiert und spricht Deutsch. Später war er Sonderbeauftragter des Generalsekretärs und Untergeneralsekretär der Vereinten Nationen. Bis zur Ernennung von António Vitorino im Jahr 2018 war er Generaldirektor der Internationalen Organisation für Migration.           |
| Timothy M. Carney         | 1998         | 1999       | |
| Brian Dean Curran         | 2000         | 2003       | |
| James B. Foley            | 2003         | 2005       | |
| Janet Ann Sanderson       | 2006         | 2008       | |
| Kenneth H. Merten         | 2009         | 2012       | erneut als Chargé d'Affaires ad interim in Haiti 2021 bis 2022. Merten hatte u. a. in Graz studiert und spricht Deutsch. |
| Pamela White              | 2012         | 2015       | |
| Peter Mulrean             | 2015         | 2017       | |
| Brian W. Shukan           | 2017         | 2017       | Chargé d'Affaires ad interim |
| Robin Diallo              | 2017         | 2018       | Chargé d'Affaires ad interim |
| Michele J. Sison          | 2018         | 2021       | |
| Kenneth H. Merten         | 2021         | 2022       | Chargé d'Affaires ad interim; war von 2009 bis 2012 Botschafter in Haiti. |
| Gregory T. Kendrick       | 2022         | 2022       | Chargé d'Affaires ad interim |
| Eric Stromayer            | 2022         | 2024       | Chargé d'Affaires ad interim |
| Dennis B. Hankins         | 2024         | 2025       | am 14. März 2024 vom Senat bestätigt. |
| Henry T. Wooster          | 2025         |            | am 29. Mai 2025 von Außenminister Marco Rubio als Chargé d'Affaires nominiert. Mitte Juni in Port-au-Prince eingetroffen. |